# Lancia Trikappa
Lancia Trikappa es automóvil de turismo fabricado por la marca italiana Lancia entre 1922 y 1925
Este modelo Trikappa está basado en el Lancia Dikappa, pero con una evolución considerable a nivel mecánico, sustituyendo el motor de 4 cilindros en línea por un 8 cilindros en V, que le permitió alcanzar una potencia máxima de 100 hp y una velocidad final de 130 km/h. El Lancia Trikappa se fabricaría hasta 1925, con un total de 847 unidades comercializadas, específicamente 450 unidades entre 1922 y 1923 y 347 unidades entre 1923 y 1925.